# Ричардсон, Бен
Бен Ричардсон (англ. Ben Richardson; род. 21 сентября 1983, Англия) — английский кинооператор. Лауреат премии «Независимый дух» и кинофестиваля «Сандэнс» за лучшую операторскую работу в фильме «Звери дикого Юга».

## Биография
Родился 21 сентября 1983 года в Англии. Учился в университете Лондона Royal Holloway. Работать кинооператором начал с 2008 года, поначалу снимая короткометражные фильмы. Наиболее известен по фильму «Звери дикого Юга», который стал для него дебютом в полнометражном кино. За эту работу он был номинирован на премию «Спутник» а также стал лауреатом кинофестиваля «Сандэнс» и премии «Независимый дух» в категории лучшая операторская работа.

## Избранная фильмография
- 2021 — Те, кто желает мне смерти / Those Who Wish Me Dead (реж. Тейлор Шеридан)
- 2018 — Йеллоустон / Yellowstone (1-й сезон) (реж. Тейлор Шеридан)
- 2017 — 1922 / 1922 (реж. Зак Хилдитч)
- 2017 — Ветреная река / Wind River (реж. Тейлор Шеридан)
- 2015 — В поисках огня / Digging for Fire (реж. Джо Сванберг)
- 2014 — Виноваты звёзды / The Fault in Our Stars (реж. Джош Бун)
- 2014 — Счастливого Рождества / Happy Christmas (реж. Джо Сванберг)
- 2014 — На краю / Cut Bank (реж. Мэтт Шекман)
- 2013 — Собутыльники / Drinking Buddies (реж. Джо Сванберг)
- 2012 — Звери дикого Юга / Beasts of the Southern Wild (реж. Бен Зайтлин)